# ストリップ・ポーカー
ストリップ・ポーカー（strip poker）は、ポーカーにプレーヤー（対戦相手あるいは自身）による脱衣を組み込んだ宴会ゲーム。
ストリップ・ポーカーには、参加プレーヤー数や規則に関する公式の定義は存在しない。また、普及を推進する団体もないとされる。どのようなゲームであっても脱衣さえルールに含まれていれば、ストリップ・ポーカーたりえる。一般的には、ポーカーに負けると服を脱ぎ、全裸になると負け（家庭用ゲーム機やテレビ番組の場合は下着まで）というのが多い。

## テレビ
ストリップ・ポーカーが実際に行われているかどうかはともかくとして、テレビのお色気企画として有名であり、欧米では日本での野球拳にほぼ相当する。2005年には『プレイボーイ』のモデルとWWEのレスラーがストリップ・ポーカーをプレイするペイ・パー・ビューのテレビ番組『National Lampoon's Strip Poker』が放送されている。ストリップ・ポーカーはレディ・ガガの『ポーカー・フェイス』のミュージックビデオでも取り上げられた。

## ゲーム
ストリップ・ポーカーはコンピューターゲーム黎明期の題材として有名であり、欧米では日本での脱衣麻雀にほぼ相当する。70年代末から80年代初期に存在したパソコンの中ではグラフィックに優れていたApple IIでのリリースが多く、1982年にArtworx社がApple II用にリリースした一連のシリーズが嚆矢となる。Golden Games社の設立者であるドイツのゲームデザイナーのDieter Eckhardtは、1970年代後半にデュッセルドルフ郊外にある天文台にて稼動していたTRS-80上で動作するストリップ・ポーカーを制作したと主張しており、これが事実なら人類史上初のエロゲーとなるが、当時彼は12〜13歳となるので疑念が呈されている。80年代中期以降には他の様々なパソコンでもストリップ・ポーカーがリリースされ、Golden Games社の『Hollywood Poker』（1987年）などが有名である。日本のメーカーであるミッチェルも海外市場向けに業務用の『Poker Ladies』（1989年）をリリースしている（ただしシステムはユウガが日本市場向けに開発した『麻雀学園』の流用である）。90年代以降はグラフィックがよりリアルな作品がリリースされたり、アニメパロディの同人作品『hentai strip poker』がリリースされたり、『Sexy Poker』（2009年）など下着までしか脱がない作品がゲーム機でリリースされたりと、日本の脱衣麻雀とほぼ同じ進化をたどったが、2000年代以降はもっぱらオンラインカジノの一形態となり、ビデオゲームとしてめぼしい作品はリリースされていない。ストリップ・ポーカーは現在でも人気があり、オンラインゲームとしてもプレイ可能である。